# Stade Moulay Abdallah
Das Stade Moulay Abdallah (auch Complexe Sportif Moulay Abdallah) war ein Fußballstadion mit Leichtathletikanlage in der marokkanischen Hauptstadt Rabat. Es bot bisher Platz für 53.000 Zuschauer und war die Heimspielstätte des Fußballvereins FAR Rabat. 2023 begann der Abriss der Anlage.

## Geschichte
Das Stade Moulay Abdallah in Rabat, der zweitgrößten Stadt Marokkos, wurde im Jahre 1983 erbaut und noch im gleichen Jahr eröffnet. Seitdem trägt der FAR Rabat seine Heimspiele im Stadion aus. Der Verein wurde bis heute zwölf Mal marokkanischer Fußballmeister, wobei man fünf Titelgewinne in diesem Stadion feiern konnte. Außerdem gelang bisher zehnmal der Gewinn des marokkanischen Fußballpokals. Auch auf kontinentaler Ebene war FAR schon erfolgreich, man gewann je einmal die CAF Champions League und den CAF Confederation Cup, und zwar in den Jahren 1985 und 2005. Neben FAR Rabat trägt auch ein anderer Verein aus der Hauptstadt Marokkos, nämlich FUS de Rabat, Heimspiele im Stade Moulay Abdallah aus. Allerdings spielt dieser kleinere Verein meist im 15.000 Zuschauer fassenden Stade Al Fath und weicht nur für Spiele mit größeren Zuschauerandrang ins Stade Moulay Abdallah aus. Auch die Fußballnationalmannschaft von Marokko, die sich bis heute viermal für Fußball-Weltmeisterschaften qualifiziert hat, nutzt das Stade Moulay Abdallah als Austragungsort für manche Heimspiele. 
Das Stade Moulay Abdallah war einer der beiden Austragungsorte der Fußball-Afrikameisterschaft 1988. Bei dem Turnier fanden vier Spiele in diesem Stadion statt, die anderen stiegen im etwas größeren Stade Mohammed V in Casablanca, damals noch für über 80.000 Zuschauer zugelassen. Vom marokkanischen Fußballverband wurde das Stadion auch als Austragungsort der Fußball-Weltmeisterschaft 2006 beziehungsweise 2010 vorgeschlagen, für deren Ausrichtung sich Marokko jedoch erfolglos bewarb. Neben Fußballwettbewerben fanden in dem 52.000 Menschen fassenden Stadion auch Leichtathletikwettkämpfe statt. So wird hier seit 2008 jährlich das Meeting International Mohammed VI d’Athlétisme de Rabat ausgetragen, bei dem sich stets viele gute Athleten aus der ganzen Welt treffen und um den Sieg in den jeweiligen Wettbewerben kämpfen. 
Das Stadion war als Spielort für die Afrika-Cup 2015 vorgesehen. Aufgrund der Weigerung von Marokko, das Turnier wegen der Ebolafieber-Epidemie in Westafrika zum vereinbarten Termin durchzuführen, wurde den Veranstaltern das Turnier am 11. November 2014 entzogen.

### Neubau
Das Stade Moulay Abdallah wird nach dem Abriss neu errichtet und soll rund 68.000 überdachte Plätze bieten. Neben dem Fußballstadion wird ein Leichtathletikstadion (bisher als Stade Olympique de Rabat bekannt) mit etwa 25.000 Plätzen errichtet. Es soll für hochklassige, internationale Meetings, wie die Diamond League, genutzt werden. Der Neubau wird im Rahmen der gemeinsamen Bewerbung von Spanien, Portugal und Marokko für die Fußball-Weltmeisterschaft 2030 errichtet. Marokko ist auch Austragungsort des Afrika-Cup 2025.